# Meg Jayanth
Meghna Jayanth est une scénariste de jeux vidéo et une designer narrative. Elle est connue pour ses écrits sur 80 Days et Sunless Sea. Jayanth a travaillé à la BBC avant de devenir écrivaine et a également écrit pour The Guardian sur les femmes et les jeux vidéo,.

## Biographie

### Jeunesse
Jayanth a grandi à Bangalore, Londres et en Arabie saoudite, fréquentant un total de 12 écoles différentes. Ses premières expériences de jeu incluaient Aladdin, SimTower et Civilization II. Jayanth a étudié la littérature anglaise à l'Université d'Oxford, où elle a dirigé un groupe de comédiens appelé The Oxford Revue (en).
Avant d'écrire pour les jeux vidéo, Meg Jayanth a commencé à créer des jeux de rôle en ligne (par mail ou sur des forums) à l'occasion desquels elle a construit des univers et des personnages fictifs. 

### Carrière
Elle travaille à la BBC dans le département responsable de la commande de jeux vidéo.
Le premier jeu jouable qu'elle a écrit était Samsara, un jeu narratif interactif se déroulant au Bengale en 1757, qu'elle n'a pas encore terminé,. Jayanth s'intéresse particulièrement à l'écriture d'histoires qui explorent «des perspectives inattendues et des voix non-entendues», y compris des personnes et des cultures sous-représentées.
Meg Jayanth est l'écrivaine de 80 Days, pour lequel elle a écrit un total de plus de 750 000 mots, elle a aussi contribué à l'écriture de Horizon Zero Dawn et a été écrivaine pour Sunless Sea. En plus d'autres distinctions, 80 Days a été nommé pour un BAFTA Game Award en 2014, et Meg Jayanth a remporté le prix UK Writers 'Guild pour la meilleure écriture dans un jeu vidéo.
En 2019, Jayanth a reçu les prix du Independent Games Festival ; dans son discours de réception du prix elle a encouragé l'industrie du jeu vidéo à rejeter la haine et à créer un environnement accueillant et sûr. En mai, elle a annoncé la formation d'un "label narratif boutique" appelé Red Queens aux côtés de Leigh Alexander.
Jayanth travaille également sur Boyfriend Dungeon et Sable,.